# Bounty trough

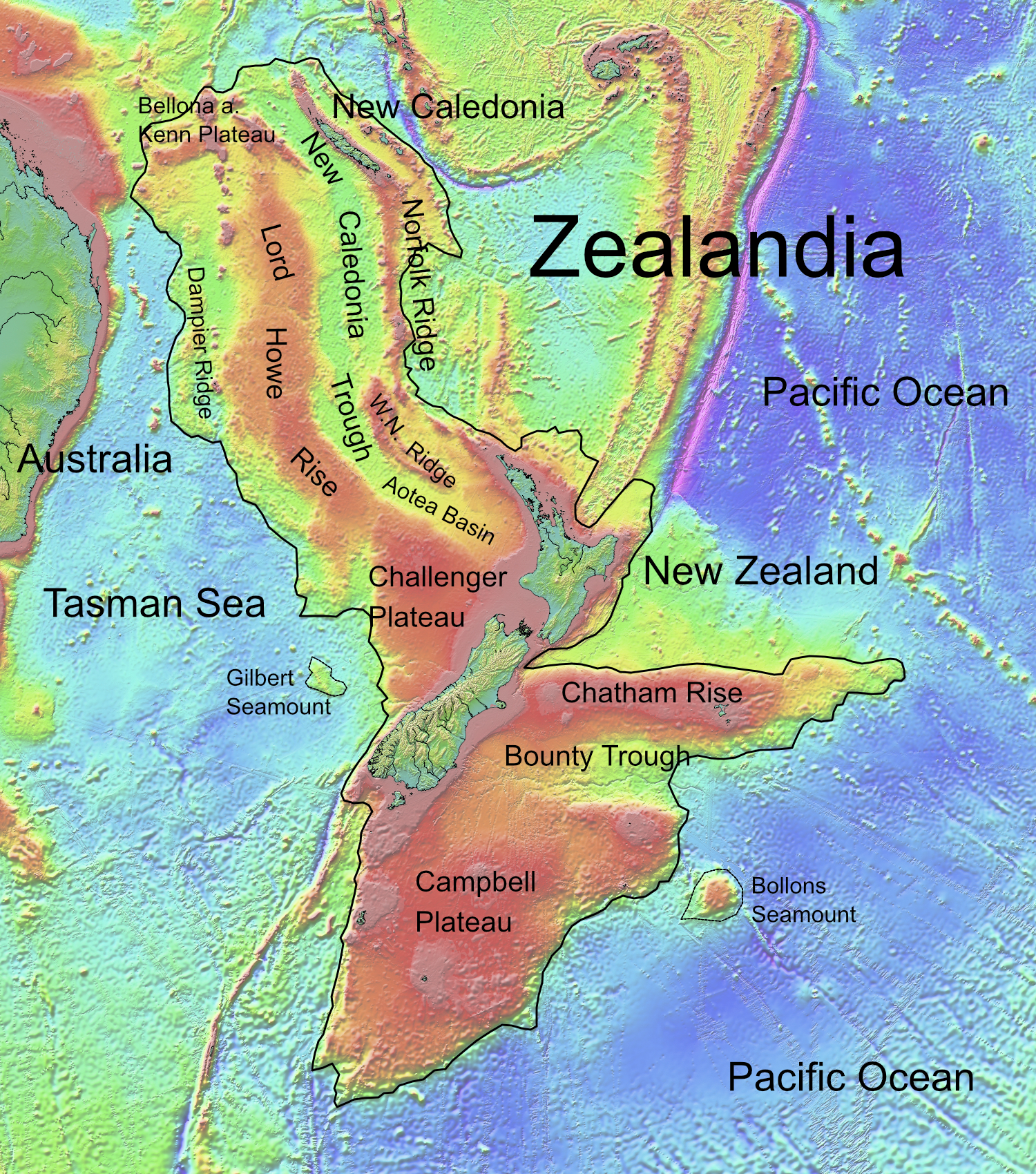
Mappa topografica della Zealandia con la localizzazione della Bounty trough.

La Bounty trough o fossa Bounty è una vasta depressione batimetrica sottomarina, assimilabile a una fossa oceanica, nella parte sudoccidentale dell'Oceano Pacifico. 
È localizzata al largo della costa orientale dell'Isola del Sud, nella Nuova Zelanda. Deriva il suo nome dalle vicine Isole Bounty, che a loro volta portano il nome del vascello inglese HMS Bounty protagonista del famoso ammutinamento.

## Caratteristiche
La Bounty trough è posizionata tra il Chatham Rise a nord e il plateau Campbell a sud. Si estende in direzione est-ovest per circa 800 km nelle profondità oceaniche comprese tra le isole Chatham e le isole Bounty. L'estremità occidentale della fossa Bounty si trova a meno di 50 km al largo della costa neozelandese dell'Isola del Sud.
La Bounty trough ha un'estensione di circa 100 000 km2 ed è posizionata a una profondità compresa tra 2000 e 3000 m, formando un profondo intaglio nella linea costiera della Zealandia, un continente in gran parte sommerso.